# امیرحسین پرتواعظم
امیرحسین پرتواعظم (زاده ۱۲٩٩ - نامعلوم ) سیاست‌مدار ایرانی بود، که در دوره‌های بیست و دوم و بیست و سوم، مجلس شورای ملی بعنوان نماینده تهران در مجلس شورای ملی حضور داشت.

## زندگی‌نامه
امیرحسین پرتواعظم فرزند علی پرتو اعظم ، به سال ١٢٩٩ در تهران متولد شد.در کودکی مادرش معصومه مجدالملک دختر میرزا تقی‌خان مجدالملک را از دست داد. پرتواعظم پس از اتمام تحصیلات ابتدائى و متوسطه در ایران براى ادامه تحصیل عازم اروپا شد و در دانشگاه پاریس پذیرفته شد. وی پس از برگشت به ایران در دانشگاه علوم پزشکی تهران مشغول به کار شد و مدتی معاون دانشکده پزشکی دانشگاه تهران بود. امیرحسین پرتواعظم در جوانی با هما معتمدی دختر دکتر علی معتمدی ازدواج کرد. 
او در انتخابات بیست‏ و دوم و بیست و سوم به عنوان نماینده مردم تهران در مجلس شورای ملی حضور داشت.